# Johannes Große Winkelsett
Johannes Große Winkelsett (* 9. April 1896 in Everswinkel; † 28. April 1954) war ein deutscher Politiker und Landtagsabgeordneter der CDU und des Zentrums.

## Leben
Nach dem Besuch der Volksschule und der Landwirtschaftsschule in Freckenhorst war er als Landwirt tätig.
Von 1918 bis 1933 war Große Winkelsett Mitglied des Zentrums. Nach dem Zweiten Weltkrieg gehörte er zu den Gründern der CDU in Everswinkel. Er war in zahlreichen Gremien der CDU vertreten. Außerdem war er Mitglied im Kreistag des Landkreises Warendorf.
Vom 20. April 1947 bis 17. Juni 1950 war Große Winkelsett Mitglied des Landtags des Landes Nordrhein-Westfalen. Er wurde im Wahlkreis 083 Warendorf direkt gewählt.